# Béhéricourt
Béhéricourt é uma comuna francesa na região administrativa de Altos da França, no departamento de Oise. Estende-se por uma área de 5,3 km². Em 2010 a comuna tinha 213 habitantes (densidade: 40,2 hab./km²).